# Ivan Dérer
Ivan Dérer (Malacky, 2 marzo 1884 – Praga, 10 marzo 1973) è stato un politico, avvocato e saggista slovacco.
Fu esponente del cecoslovacchismo e sottoscrisse la Dichiarazione di Martin.

## Biografia
Figlio dell'avvocato Jozef Dérer e di sua moglie Paula, Dérer frequentò il ginnasio di Bratislava e successivamente studiò giurisprudenza all'università di Budapest, ove si laureò nel 1907. Dal 1910 svolse la professione d'avvocato a Bratislava.
Nel biennio 1912-1914 fu uno dei redattori del settimanale Národný hlásnik. Durante la Prima guerra mondiale fu ferito alla battaglia di Ivangorod e successivamente fino alla fine della guerra rimase a Vienna.
Nel 1918 fu uno dei coautori e dei firmatari della Dichiarazione di Martin e come membro del Consiglio nazionale slovacco recò il documento a Praga.
Nel 1999 uscì un film documentario biografico su Ivan Dérer, opera del regista Fedor Bartko.

## Politico e deputato
Fu deputato all'Assemblea nazionale rivoluzionaria dal 14 novembre 1918 al 15 aprile 1920 e fu nominato responsabile per la giustizia presso il Ministero plenipotenziario per l'amministrazione della Slovacchia.
In seguito fu deputato al Parlamento cecoslovacco, rieletto in tutte le tornate elettorali dal 25 aprile 1920 al 21 marzo 1939. Appartenne al Partito socialdemocratico operaio cecoslovacco, di cui fu membro del comitato centrale, dal 1934 al 1938 fu anche vicepresidente del partito e dal 1936 presidente del comitato regionale slovacco del partito. 

### Ministro
Ebbe vari incarichi ministeriali:
- dal 25 maggio 1920 al 15 settembre 1920 fu ministro plenipotenziario per l'amministrazione della Slovacchia nel governo di Vlastimil Tusar
- dal 26 settembre 1921 al 7 ottobre 1922 fu ministro per l'unificazione delle leggi e per l'organizzazione dell'amministrazione nel governo di Edvard Beneš
- dal 5 gennaio 1926 al 18 marzo 1926 fu ministro per l'unificazione delle leggi e per l'organizzazione dell'amministrazione nel governo di Antonín Švehla
- dal 7 dicembre 1929 al 24 ottobre 1932 fu ministro per l'istruzione nel governo di František Udržal
- dal 29 settembre 1929 al 14 febbraio 1934 fu ministro per l'istruzione nel governo di Jan Malypetr
- dal 14 febbraio 1934 al 5 novembre 1935 fu ministro della giustizia nei due governi di Jan Malypetr
- dal 18 dicembre 1935 al 23 gennaio 1936 fu ministro della giustizia nel governo di Milan Hodža
- dal 7 luglio 1937 al 22 settembre 1938 fu nuovamente ministro della giustizia nel governo di Milan Hodža

### Durante e dopo la seconda guerra mondiale
Dopo lo scioglimento della Cecoslovacchia fu privato della cittadinanza slovacca e gli fu confiscato il suo appartamento di Bratislava. Visse a Praga, dove prese attivamente parte alla resistenza antifascista. La sua attività fu scoperta e fu imprigionato dai nazisti nel carcere di Pankrác dal 1944 al 1945; in seguito fu internato nel campo di concentramento di Terezín. 
Dopo la fine della guerra divenne presidente onorario del Partito del lavoro, di cui era stato fondatore con lo scopo di dare vita a un partito socialdemocratico anticomunista. Dal 1946 al 1948 fu presidente della Corte suprema fino al Colpo di Stato comunista del febbraio 1948. Dal 1954 al 1955 fu incarcerato dal regime comunista, ma nel 1968 fu riabilitato. In quello stesso anno criticò Gustáv Husák per la sua politica federalista.
Morì a Praga e fu sepolto nel cimitero praghese di Velká Chuchle.

## Opere
Fu autore di saggi politici, in cui sostenne l'idea del cecoslovacchismo e di libri di memorie politiche.
- (SK)  Československá otázka, Praha, Orbis 1935
- (SK)  Naše problémy. Úvahy o základných otázkach Československa, Praha, Orbis, 1938
- (CS)  Slovenský vývoj a luďácka zrada, Praha, nakl. Kvasnička a Hampl, 1946
- (CS)  Antifierlinger I. Politické paměti 1945-1949, Praha, 1993
- (SK)  K diskusii o čechoslovakizme, Bratislava, Communio Minerva, 2015
- (SK)  Antifierlinger II. Politické pamäti 1914-1938, Bratislava, Communio Minerva, 2016
- (SK)  Antifierlinger III. Mníchov 1938., Bratislava, Communio Minerva, 2017.